# Новосёловка Вторая (Волновахский район)
Новосёловка Вторая (укр. Новоселівка Друга) — село, входит в состав Новосёловского сельского совета Волновахского района Донецкой области, до 11 декабря 2014 года входило в Тельмановский район.
Код КОАТУУ — 1424884805. Население по переписи 2001 года составляет 439 человек. Почтовый индекс — 87100. Телефонный код — 6279.

## История
В 2014 году село переподчинено Волновахскому району.

## Местный совет
87140, Донецкая область, Волновахский район, с. Новосёловка, ул. Советская, 23; тел. 2-51-35.